# Isolobalität
Isolobal (von griech.: isos=gleich, lobos=lappen) ist die Bezeichnung für elektronisch äquivalente Fragmente innerhalb eines Moleküls. Der Begriff wurde von Roald Hoffmann und anderen 1976 eingeführt.

Das CH_{3}-Fragment ist isolobal zum Mn(CO)_{5}-Fragment (CO-Liganden sind nicht eingezeichnet).

Molekülfragmente sind dann „isolobal“, wenn die Anzahl, Symmetrie, Energie und Gestalt der Grenzorbitale ähnlich sind und diese mit der gleichen Zahl an Elektronen besetzt sind.
Die Isolobalanalogie gestattet eine einheitliche Betrachtung anorganischer, organischer und metallorganischer Strukturen.

## Beispiele
- das CH3-Fragment ist isolobal zum Mn(CO)5-Fragment; Ethan ist isolobal zu Dimangandecacarbonyl
- das CH2-Fragment ist isolobal zum Fe(CO)4-Fragment; Cyclopropan ist isolobal zu Trieisendodecacarbonyl
- das CH-Fragment ist isolobal zum Co(CO)3-Fragment
- das CH-Fragment ist isolobal zum BH−-Fragment